# Les Tractoristes
Pour plus de détails, voir Fiche technique et Distribution.
Les Tractoristes (en russe : Трактористы, Traktoristy) est un film musical soviétique en noir et blanc, réalisé par Ivan Pyriev en 1939, produit par la société de production cinématographique Mosfilm. Le film conjugue un sujet mélodramatique avec la propagande du mode de vie soviétique. Çà et là se trouvent insérés des discours d'avertissement à peine liés au contexte qui sont destinés aux ennemis éventuels et aux envahisseurs de la patrie. La chanson populaire Tri tankista (littéralement Les Trois tankistes) y est interprétée pour la première fois ; elle fait mention de la défaite des Japonais pendant l'incursion japonaise de l'été 1938 en Sibérie,. En 1964, des coupures, des retouches et un remaniement de la bande-son sont effectués par la censure, pour gommer les passages à la louange de Staline.

## Synopsis
Klim Yarko rentre en Ukraine par le train après son service militaire effectué dans une unité blindée. Il avoue aux camarades qui voyagent avec lui ne pas savoir où s'installer, car sans famille il n'est attendu par personne. Il a toutefois une idée. Dans une gazette, il est tombé sur la photo de Mariana Bajan qui dirige une brigade de tractoristes dans un kolkhoze. Il se rend donc à ce kolkhoze à la tombée de la nuit. En chemin, il découvre Mariana qui vient de faire une chute de moto. Il lui porte secours et rentre avec elle au village. Les jeunes gens sympathisent. Klim en tant que bon mécanicien est très bien accueilli par le directeur du kolkhoze Kirill Petrovitch. Toutefois il ne sait pas que, pour repousser les prétendants à son cœur, Mariana avait demandé à l'un des kolkhoziens, un certain Nazar Douma, de se présenter comme son fiancé. Celui-ci prend son rôle très au sérieux et, un matin, essaye de chasser Klim comme les autres. Klim décide de partir, mais à la suite d'un concours de circonstances il devient brigadier de l'unité concurrente de Mariana et chef de Nazar. Nazar n'est pas bien noté par Kirill Petrovitch qui demande à Klim d'améliorer la discipline et le rendement de sa brigade, pour que le fiancé de Mariana devienne un kolkhozien modèle digne de la main de leur meilleure travailleuse. Klim réussit cette mission, mais alors que Kirill Petrovitch évoque dans son bureau la préparation du mariage, il envoie valser les meubles et se met à hurler que ni Nazar ni aucun autre ne se mettra entre lui et sa bien-aimée. Kirill Petrovitch n'en paraît nullement perturbé, il est prêt à donner sa bénédiction à tous les amoureux pourvu qu'ils soient de parfaits tractoristes. Le film se termine par la scène du grand mariage où tout le monde chante des chansons patriotiques et lève son verre vers le portrait du camarade Staline.

## Fiche technique
- Production : Mosfilm
- Réalisation : Ivan Pyriev
- Scénario : Evgueni Pomechtchikov
- Caméraman : Alexandre Galperine, Viktor Maslennikov
- Compositeur : Dmitri Pokrass, Daniil Pokrass
- Texte des chansons : Boris Laskine
- Son : B. Lechtchev
- Décors : Vladimir Kaplounovski
- Montage : Anna Koulganek
- Genre : Film musical
- Langue : russe
- Durée : 88 min.
- Pays : URSS
- Sortie : 1939

## Distribution
- Marina Ladynina : Mariana Bajan
- Nikolaï Krioutchkov : Klim Yarko
- Boris Andreïev : Nazar Douma (son premier rôle au cinéma)
- Stepan Kaïoukov : Kirill Petrovitch
- Piotr Aleïnikov : Savka, traktoriste surnommé Milaïa Moïa (Ma chère)
- Vladimir Koltchine : le facteur Kharitocha
- Arkadi Raïkine : un kolkhozien, épisode
- Olga Borovikova : Frania
- Alexeï Dolinine : le pompier Tarass Grigorivitch
- Dnieprova Tchaïka : Tatiana Markovna
- Piotr Savine : ami tankiste de Klim dans le train
- Artavazd Keftchiyan : ami de Klim dans le train
- Piotr Valerianov : grand-père